# Mechanic Falls
Mechanic Falls est un village du comté d'Androscoggin, situé dans le Maine, aux États-Unis. Sa population était de 2 237 habitants en 2010, avec un déclin de 8,7 % de sa population en dix ans. Le village fait partie des deux villes principales connues sur le nom de Lewiston-Auburn, villes métropolitaines du Maine et de la Nouvelle Angleterre.

## Historique
Le village fut nommé Mechanic Falls en honneur des mécaniciens qui y travaillaient durant la révolution industrielle. Le village se développa surtout après l'arrivée du chemin de fer Saint-Laurent & Atlantique vers la fin de 1840. Le chemin de fer ouvrit le village aux affaires et aux commerces entre Portland et Montréal.
Le premier moulin à papier fut établi et en 1873, la Evans Rifle Manufacturing Company y fabriqua des fusils pour les cowboys comme Kit Carson et Buffalo Bill. D'autres industries furent des produits en cannes, des briques, confiserie, maïs, carrosses, outils, machineries, engins à vapeur, et bouilloires. Le 22 mars 1893, Mechanic Falls fut incorporé. En 1981, la papeterie Marcal ferma la dernière de ses deux usines. Le village connait un déclin de sa population depuis.

## Galerie photographique

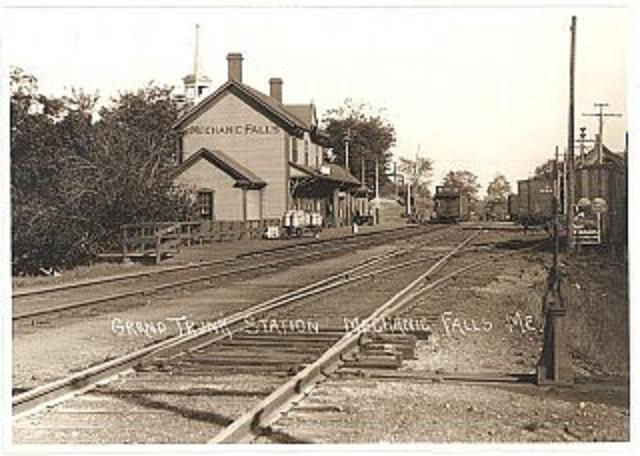
Station du Grand Tronc en 1913
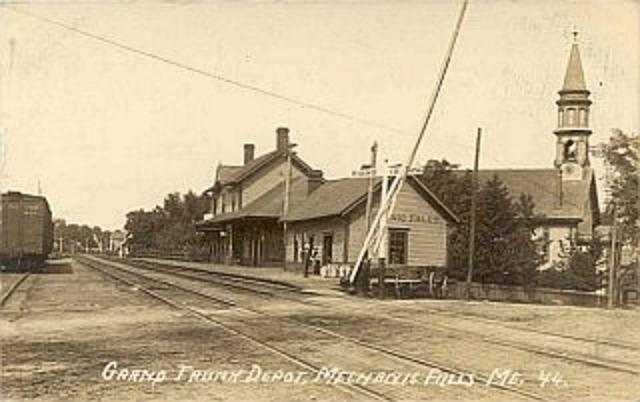
Dépôt du Grand Tronc en 1913
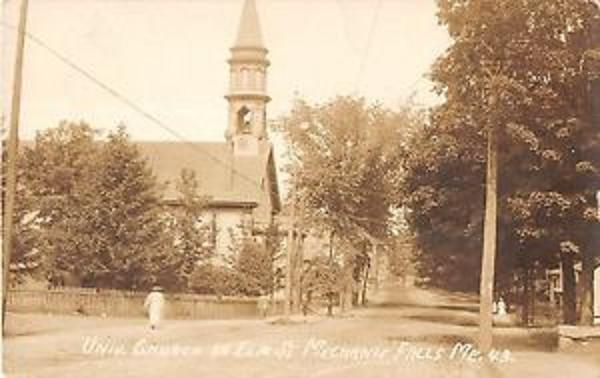
Église de la rue Elm en 1913
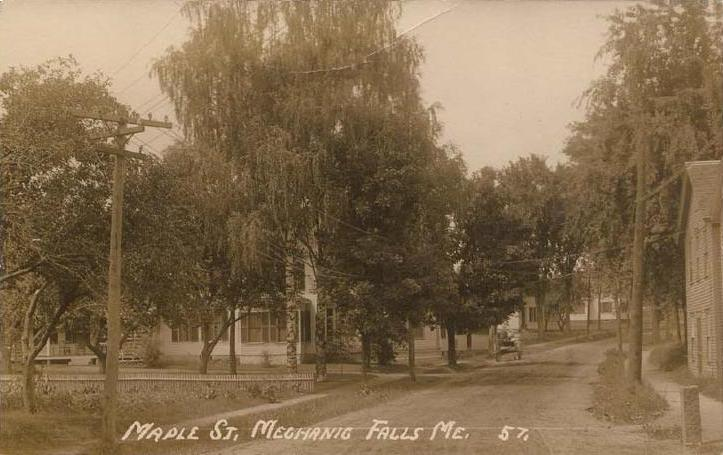
La rue Maple en 1913
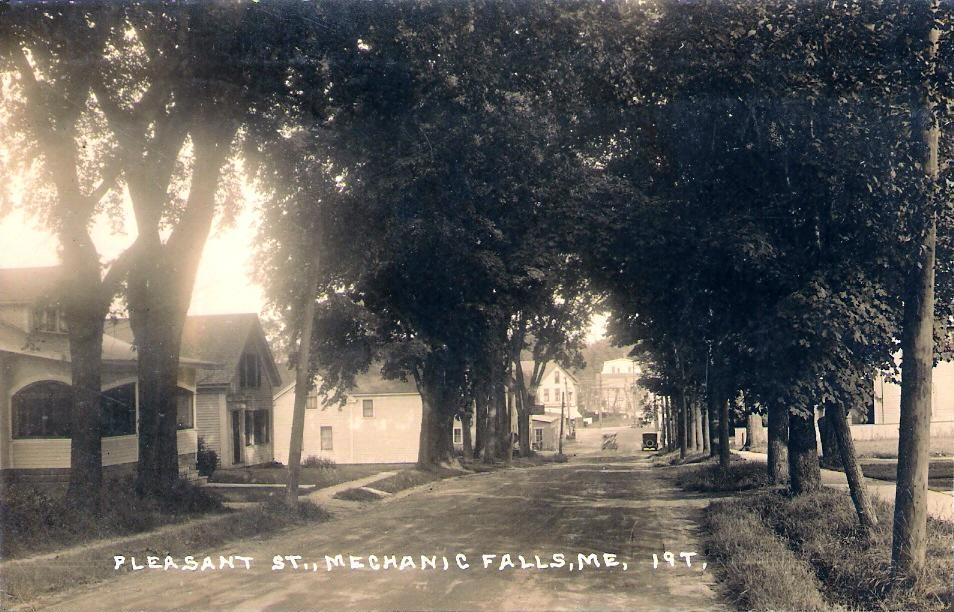
Rue Pleasant en 1922
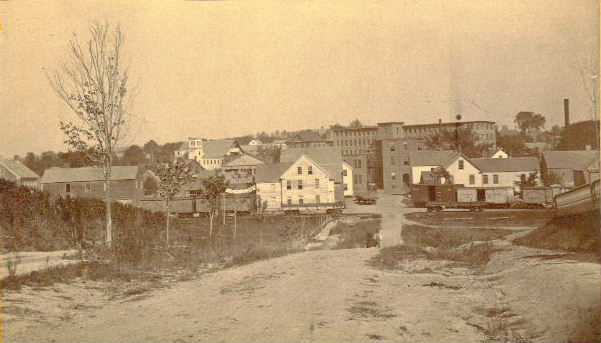
La papeterie Scott en 1913